# Топор для новобрачной
Топор для новобрачной (итал. Il rosso segno della follia букв. «Красный знак безумия») — фильм 1970 года в жанре Джалло итальянского режиссёра Марио Бава. Главные роли исполнили Стивен Форсайт, Дагмар Лассандер, Лаура Бетти, и Феми Бенусси. Сюжет повествует о вооружённом топором безумце, который убивает молодых невест в попытке преодолеть детскую травму.
Производство фильма было осложнено разногласиями среди членов съемочной группы и актёрского состава, бюджетными трудностями и перерывами в съёмках. Фильм был выпущен спустя год после завершения и был в значительной степени проигнорирован как критиками, так и зрителями, оставаясь одним из самых малоизвестных фильмов Бавы даже после того, как его творчество обрело культовый статус.

## Сюжет
Джон Харрингтон — красивый 30-летний мужчина, который испытывает потребность убивать молодых невест, чтобы вспомнить подробности детской травмы. Джон живёт в просторной вилле и управляет фабрикой по производству свадебных платьев, которая некогда принадлежала его покойной матери, а теперь поддерживается его женой Милдред. Его семейная жизнь не отличается благополучием, однако Милдред отказывается дать ему развод. Когда он узнаёт, что Элис Нортон — одна из моделей, работающих на швейной фабрике, собирается выйти замуж, он убивает её мясницким топором, когда ней надето свадебное платье, после чего сжигает тело в печи своей теплицы и использует пепел в качестве удобрения. С каждым последующим убийством он все чётче воссоздаёт в памяти травмировавшее его событие прошлого. К Джону приходит инспектор по имени Рассел и расспрашивает о шести моделях, исчезнувших из свадебного салона, однако из-за отсутствия весомых доказательств Джона не могут арестовать.
На работу к Джону устраивается Хелен Вуд — красивая и остроумная девушка, пришедшая на замену «исчезнувших» моделей. В течение следующих нескольких дней Джон влюбляется в Хелен. Проводив Милдред в недельный отпуск, Джон приглашает Хелен на ужин. Дома он встречает Милдред, которая заявляет, что отпуск был уловкой, чтобы застать Джона за изменой. Чувствуя себя отягощённым постоянным присутствием Милдред, Джон надевает свадебное платье и насмерть забивает её мясницким ножом. Когда Рассел и жених Элис спрашивают Джона об источнике криков, он ссылается на телевизионную трансляцию фильма «Три лика страха».
Джон обнаруживает, что все, с кем он говорит, видят Милдред живой, однако сам Джон не может увидеть или услышать её. Он сжигает остатки Милдред в печи и хранит пепел в сумке, но она продолжает преследовать его, и тогда он рассевает пепел над рекой. Когда Джон пытается убить следующую жертву, его прерывает инспектор Рассел. После того, как его план оказывается сорван, Джон возвращается домой и видит, что Хелен ждет его. Он не может подавить в себе желание убить её в качестве замены. Он отводит Хелен в комнату, где были убиты большинство девушек. Убедив её переодеться в свадебное платье, он говорит Хелен, что никогда не хотел причинить ей боль, но хочет «поставить на место этот последний кусок». Он наносит Хелен удар мясницким топориком. Она блокирует удар, а память Джона при этом полностью восстанавливается: он вспоминает, что будучи маленьким мальчиком, из-за недовольства повторным браком матери он убил её и отчима с помощью мясницкого ножа.
Хелен впускает инспектора Рассела и группу полицейских в комнату — всё это время она участвовала в полицейской операции. Джон садится в полицейский фургон с двумя сопровождающими полицейскими. Один из них кладет сумочку с пеплом Милдред рядом с Джоном. Милдред появляется, на этот раз только для Джона. Она говорит ему, что теперь они будут вместе навсегда, «сначала в сумасшедшем доме, а затем в Аду — до скончания времён». Джона охватывает смертельный ужас.

## В ролях
- Стивен Форсайт — Джон Харрингтон
- Дагмар Лассандер — Хелен Вуд
- Лаура Бетти — Милдред Харрингтон
- Хесус Пуэнте — инспектор Рассел
- Феми Бенусси — Элис Нортон
- Антония Мас — Луиза
- Лучано Пигоцци — Венс
- Жерар Тичи — доктор Каллвей
- Вероника Ллимера — Бетси
- Игнаси Абадаль — Джимми Кейн
- Сильвия Лиенас- Вики

## Производство
Топор для новобрачной имел самый маленький бюджет на спецэффекты из всех фильмов Бавы, поэтому почти все визуальные эффекты были достигнуты путём манипуляций с камерой, использованием резкой перемены фокуса или съемки через искаженные линзы объективов.
Съёмочный период проходил в Барселоне с сентября по октябрь 1968 года. В качестве дома Харрингтона была задействована вилла Франциско Франко. Актёрский состав и режиссёр описали атмосферу виллы как удручающую, с постоянно присутствующими вооруженными охранниками, следящими за сохранностью обстановки. Некоторые сцены были сняты на студии Balcazar в Барселоне, а также на вилле в Риме, где были досняты те сцены в доме Харрингтонов, которые невозможно было снять на вилле Франко. К ним относятся все сцены в ванной комнате, спальне и комнате, заполненной манекенами.
Поскольку действие фильма происходит в Париже, вторая съемочная группа во главе с помощником режиссёра, его сыном Ламберто была отправлена туда для съемки некоторых городских сцен. К этому времени бюджет фильма закончился, и Форсайт работал без оплаты в течение двух недель. Он сопровождал команду в Париж, но отказывался участвовать в съемках, пока ему не заплатили. Ввиду этих обстоятельств, в сценах на парижских улицах его заменяет дублёр. Ни одна из отснятых в Париже сцен не вошла в финальную версию фильма.
Съемки фильма « Топор для новобрачной» закончились в октябре 1969 года.

## Релиз
Топор для новобрачной вышел в прокат в Италии под названием Il rosso segno della follia 2 июня 1970 года, а в Испании — под названием Un hacha para la luna del miel 14 сентября 1970 года, дистрибуцией фильма занималась компания Metro-Goldwyn-Mayer. Фильм был выпущен в Соединённом Королевстве под названием «Кровавые невесты» компанией Tigon British Film Productions в 1973 году. В Соединённых Штатах фильм вышел при посредничестве GG Productions 9 февраля 1974 года. Во всех этих странах, за исключением Испании, фильм вышел в ограниченный прокат с минимальным уровнем рекламного продвижения.

## Критика
На сайте AllMovie фильм назван «не лучшим из произведений Марио Бавы», но «обязательным к просмотру тем, кто любит жанр Джалло и восхищается стильными фильмами ужасов».
На агрегаторе рецензий «Rotten Tomatoes» рейтинг одобрения составляет 57 % на основе 7 обзоров со средней оценкой 5,7 из 10.